# Air Albania
Air Albania is de nationale luchtvaartmaatschappij van Albanië. De maatschappij heeft haar hub op de luchthaven van Tirana en voert vluchten uit binnen Europa en naar Turkije.

## Geschiedenis
Air Albania is opgericht nadat de vorige nationale luchtvaartmaatschappij, Albanian Airlines, haar vluchten staakte op 11 november 2011.
Op 20 maart 2017 maakte de Albanese premier Edi Rama bekend dat er een nieuwe luchtvaartmaatschappij zou komen in samenwerking met Turkish Airlines. Op 8 mei 2017 werd bekend gemaakt dat de Turkse president Recep Tayyip Erdoğan steun gaf voor de samenwerking. Op 21 november van datzelfde jaar werd ook de naam bekend: Air Albania.
Op 16 mei 2018 werd de maatschappij officieel opgericht als consortium tussen de Albanese en Turkse overheid. De publiek-private samenwerking is voor 49,12% in handen van Turkish Airlines. De EASA gaf op 8 mei 2020 toestemming om naar de Europese Unie te mogen vliegen.

## Vloot

### Huidige vloot
De vloot van Air Albania bestaat uit de volgende toestellen (september 2024):
| Type            | In dienst | Orders | Opmerkingen     |
| --------------- | --------- | ------ | --------------- |
| Airbus A320-200 | 2         | —      | ZA-ASM & ZA-MMK |
| Totaal          | 2         | —      |                 |

### Voormalige vloot

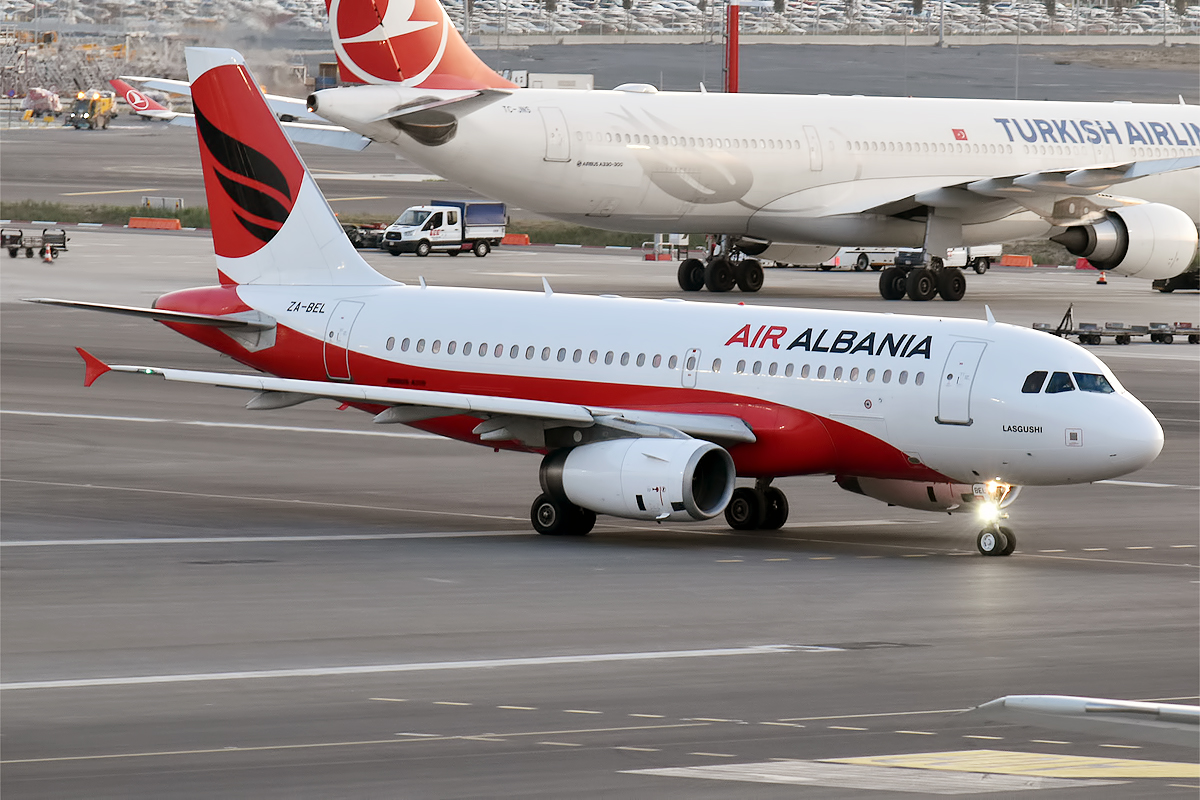
Voormalige Airbus A319-100 van Air Albania

De vloot van Air Albania bestond ook uit de volgende toestellen:
| Type            | Aantal | In dienst | Uitgefaseerd | Opmerkingen                   |
| --------------- | ------ | --------- | ------------ | ----------------------------- |
| Airbus A319-100 | 1      | 2019      | 2024         | Geleased van Turkish Airlines |
| Airbus A320-200 | 1      | 2021      | 2023         | Geleased van Turkish Airlines |
| Boeing 737-800  | 1      | 2019      | 2021         | Geleased van Turkish Airlines |

## Bestemmingen
Air Albania vliegt naar de volgende bestemmingen (september 2024):
| Land      | Stad     | Luchthaven                                | Opmerkingen      |
| --------- | -------- | ----------------------------------------- | ---------------- |
| Albanië   | Kukës    | Internationale luchthaven Kukës Zayed     | Seizoensgebonden |
| Albanië   | Tirana   | Luchthaven Tirana                         | hub              |
| Frankrijk | Mulhouse | EuroAirport Basel-Mulhouse-Freiburg       | Seizoensgebonden |
| Italië    | Bologna  | Aeroporto Guglielmo Marconi di Bologna    |                  |
| Italië    | Milaan   | Internationale luchthaven Milano-Malpensa |                  |
| Italië    | Pisa     | Aeroporto di Pisa Galileo Galilei         |                  |
| Italië    | Verona   | Aeroporto di Verona                       |                  |
| Turkije   | Ankara   | Luchthaven Ankara Esenboga                |                  |
| Turkije   | Antalya  | Luchthaven Antalya                        | Seizoensgebonden |
| Turkije   | Istanbul | Istanbul Airport                          |                  |
| Turkije   | İzmir    | Luchthaven İzmir Adnan Menderes           |                  |